# PAPALOTE
PAPALOTE(帕帕罗德)是墨西哥的一个龙舌兰酒品牌，是墨西哥最知名的酒之一。

哈里斯科的玛利亚耶稣的一个小乡村里的Destilados Olé（欧雷蒸馏厂）酿造了PAPALOTE(帕帕罗德)，是墨西哥龙舌兰酒的一个酿造中心，其酿造历史已有一个世纪之久。

## 原料
龙舌兰是墨西哥原生的特殊植物，龙舌兰拥有很大型的茎部，当地人称为龙舌兰的心，其长相非常像是一颗巨大的凤梨，内部多汁富含糖分，因此非常适合被用来发酵酿酒。PAPALOTE(帕帕罗德)严格规定只能采用龙舌兰中品质最为优良的蓝色龙舌兰，它们生长在哈里斯科高原上，在阿兰达斯以外2100米海拨的地方。哈里斯科高原是一个寒冷的半干旱地带，是蓝色龙舌兰生长的最理想的地方，那里的气候条件和土壤条件可以保持龙舌兰的凉爽，延长它独特的香气和味道，并用糖分和营养使其在这片受恩赐的土地上富足起来。

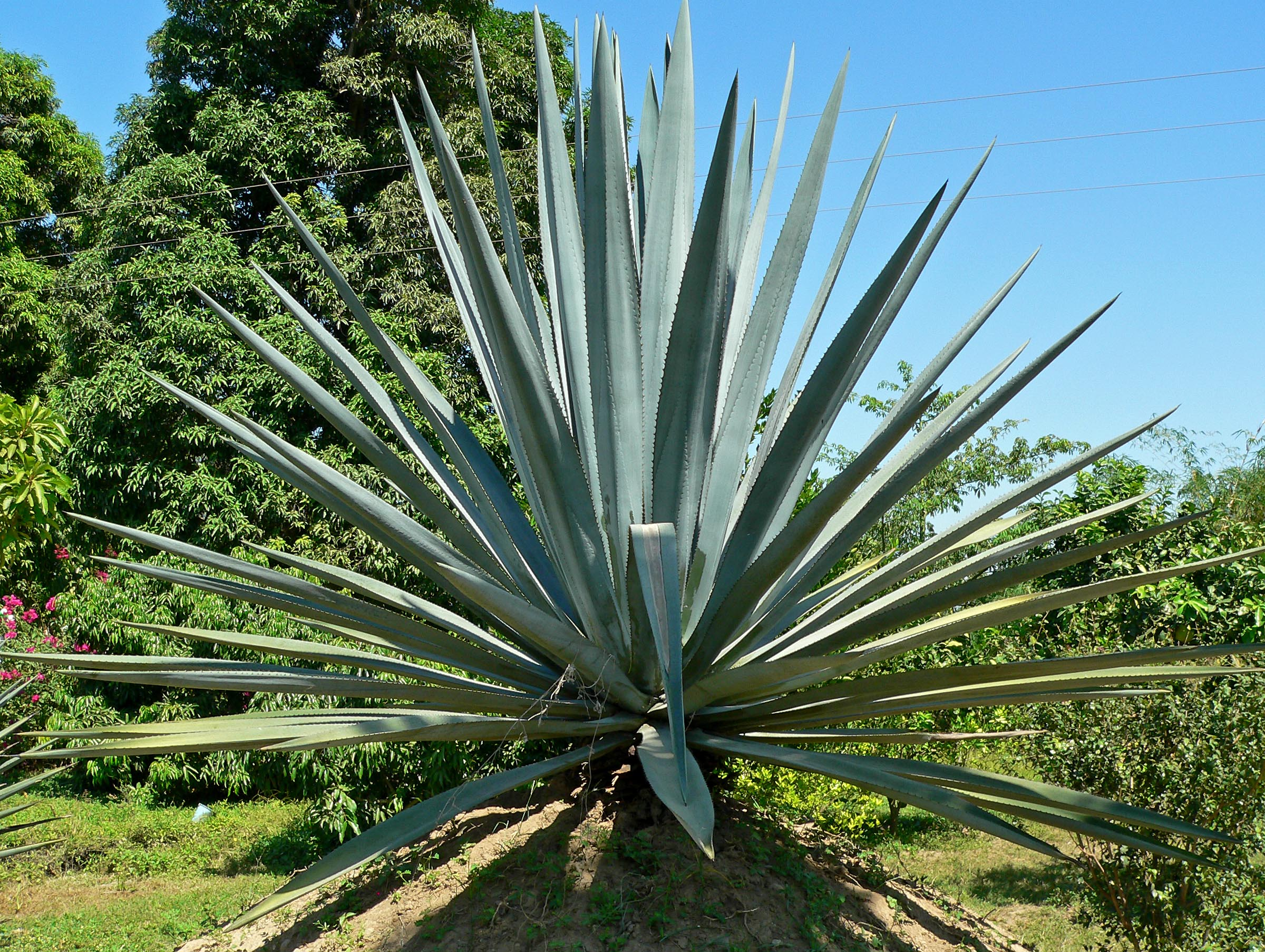

## 种类
金色龙舌兰：经过传统蒸馏，陈年，使得龙舌兰的柔和香味与橡木桶淡淡的清香完美组合，口感温和，纯净，味道清新怡人；

银色龙舌兰：经过传统蒸馏工艺提炼而得，具有自然龙舌兰香气。

## 制作流程
AHA TORO 的整个制作过程包括：栽种、收割、筛选和切割、蒸煮、第一次蒸馏、发酵、研磨、在炉中冷却然后第二次蒸馏、AHA TORO原酿。AHA TORO的每一道工序都要求非常的严格，比如：龙舌兰从栽种下去需要10年的时间才能够收获，只有这样里面蕴含用来发酵的糖分才会高。